# Cernoy
Cernoy ist eine französische Gemeinde mit 294 Einwohnern (Stand: 1. Januar 2022) im Département Oise in der Region Hauts-de-France (vor 2016 Picardie). Sie liegt im Arrondissement Clermont und ist Teil der Communauté de communes du Plateau Picard und des Kantons Estrées-Saint-Denis (bis 2015: Kanton Saint-Just-en-Chaussée). Die Einwohner werden Cernoysiens genannt.

## Geographie
Cernoy liegt etwa zwölf Kilometer nordöstlich von Clermont. Umgeben wird Cernoy von den Nachbargemeinden Pronleroy im Norden, Cressonsacq im Osten und Nordosten, Bailleul-le-Soc im Südosten, Fouilleuse im Süden sowie Noroy im Westen.

## Einwohner
| 1962                      | 1968 | 1975 | 1982 | 1990 | 1999 | 2006 | 2013 |
| ------------------------- | ---- | ---- | ---- | ---- | ---- | ---- | ---- |
| 84                        | 87   | 94   | 100  | 145  | 189  | 215  | 279  |
| Quelle: Cassini und INSEE |      |      |      |      |      |      |      |

## Sehenswürdigkeiten
Siehe auch: Liste der Monuments historiques in Cernoy
- Kirche Saint-Rémy
- Kapelle Notre-Dame-de-Bon-Secours aus dem Jahre 1756
- Herrenhaus von Trois-Étots aus dem 15. Jahrhundert mit Kapelle von 1544

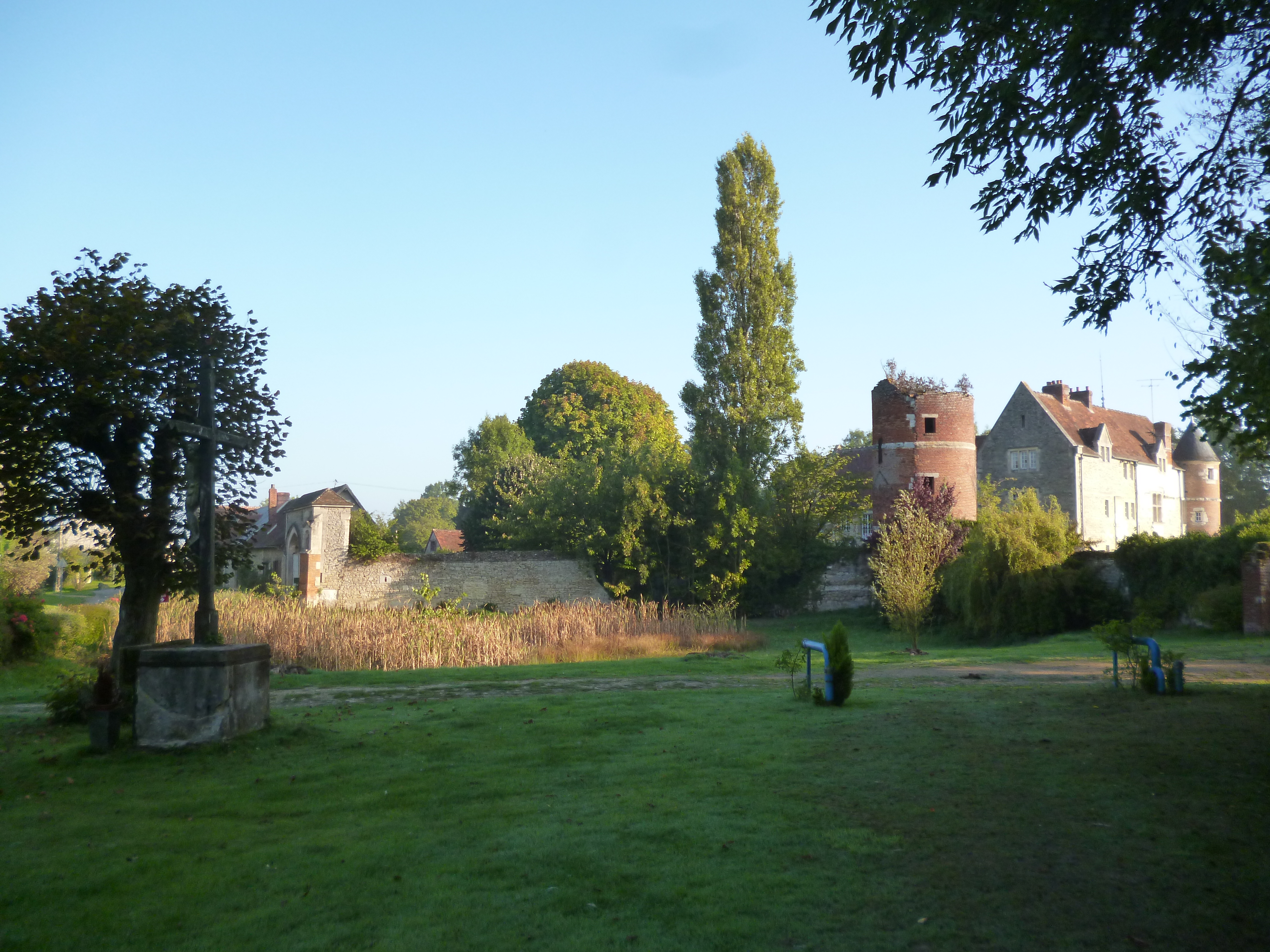
Herrenhaus von Trois-Étots
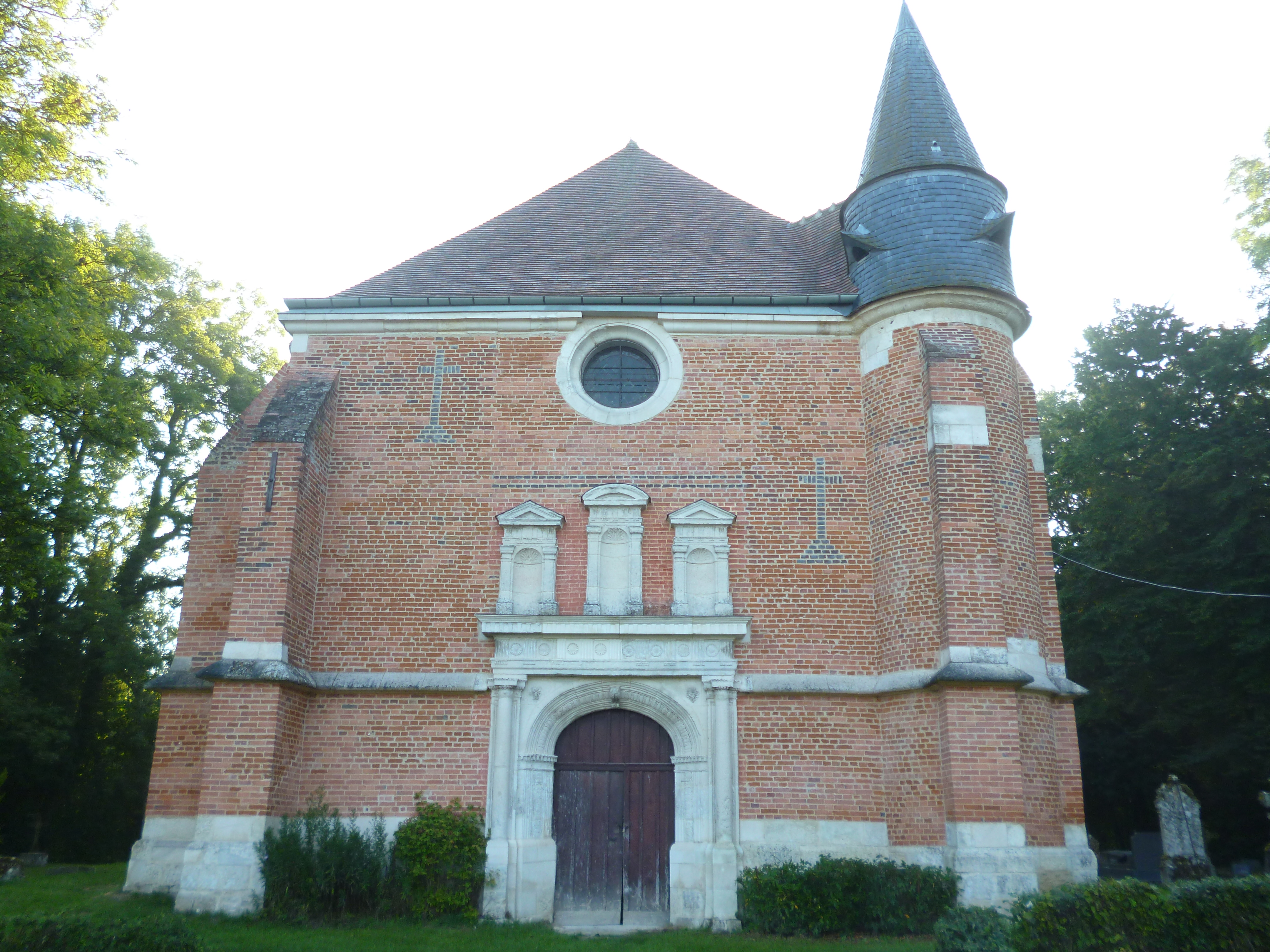
Kapelle von Trois-Étots